# Charles Kingsley
Charles Kingsley (født 12. juni 1819, død 23. januar 1875) var en engelsk forfatter, bror til Henry Kingsley og onkel til Mary Kingsley.
Kingsley blev født i Dartmoor som søn af en landsbypræst, men tilbragte største delen af sin barndom i the Fens i Cambridgeshire, hvorfra talrige skildringer findes rundt om i hans værker. Han studerede teologi først ved King's College i London, senere ved Magdalene College i Cambridge. 
1842 blev han kapellan og 2 år senere sognepræst i Eversley i Hampshire. Allerede som ganske ung havde han følt interesse for sociale spørgsmål, og denne interesse styrkedes gennem påvirkning af Carlyle, gennem hans embedsmæssige berøring med landalmuen og gennem venskab (1844) med teologen og socialpolitikeren Frederick Denison Maurice. 
Sammen med ham og andre, som Th. Hughes (Tom Brown’s School-days), dannede han en lille, men virksom kreds, "kistne socialister", der spillede en ikke ringe rolle – i de bevægede chartist-tider. Foråret 1848 planlagde kredsen en række sociale Tracts for the Times, der skulde tale arbejdernes sag over for overklassen. 
Denne plan blev dog forandret til en serie Politics for the People, der henvendte sig til arbejderne, og hvoraf første nummer udkom maj 1848. Under pseudonymet Parson Lot skrev Kingsley en række artikler; senere skrev han i The Christian Socialist og andre lignende
blade, samtidig med, at han udgav en del piecer som f.eks. Cheap Clothes and Nasty.
Over for overklassen hævdede han det berettigede i arbejdernes krav, og over for arbejderne, at deres politiske krav, som de udtryktes i The People’s Charter, ikke vilde bringe dem den attråede nøjere levefod; men at dette bedre nåedes gennem kooperation, hvorved arbejderne blev i stand til selv at høste fortjenesten. 
Desuden kæmpede han ivrigt for sanitære reformer, bedre boliger, frisk luft, adgang til natur og kunst. Hans romaner er fra først af et led i hans sociale agitation; den første, Yeast, a Problem (1848), skildrer landarbejdernes, den næste, Alton Locke, Tailor and Poet (1850), byarbejdernes kår (de har berøringspunkter med Disraelis Sybil og Contarini Fleming og med Mrs. Gaskells Mary Barton og North and South. 
Senere fulgte Hypatia, New Foes with Old Faces, påbegyndt i Frazer’s Magazine 1850, udkom i bogform 1853. Handlingen er henlagt til 5. århundredes Alexandria og skildrer kampen mellem den aggressive kristne kirke og den græske filosofi; den ny fjende med et gammelt ansigt, som angrebet ikke mindst gælder, er skepticismen, en åndsform, der også må stå for skud i dialogen Phaéton, or Loose Thoughts for Loose Thinkers (1852). 
I den næste Bog, Westward Ho, er scenen henlagt til Elisabeths England, John Oxenhams og Drakes tid. Den er blevet til under indtrykket af Krimkrigen, og er mærket både af forfatterens håndfaste patriotisme og "muskelstærke kristendom". Den regnes for hans bedste bog, og er vel nu den eneste, der læses for dens egen skyld. I den næste, Two Years Ago (1857), er handlingen flyttet tilbage til samtiden, medens Hereward the Wake er henlagt til normannertiden. 
1860 var Kingsley blevet udnævnt til professor i nyere historie i Cambridge, en stilling, han beholdt til 1869. Som resultat af hans stilling her udgav han The Roman and the Teuton og enkelte andre — nu forældede
— arbejder. 1863 udkom hans friskeste arbejde, eventyrfortællingen The Water-Babies. 
Foruden sine prosaarbejder har han skrevet en del digte, deriblandt Andromeda på hexameter; højest når han i enkelte kortere ballader. Det skyldtes en strid mellem ham og kardinal Newman, at denne skrev sin Apologia pro vita sua. En samlet udgave: The Works of Charles Kingsley i 28 bind udkom 1880—85; en nyere: The Life and Works of Charles Kingsley i 19 bind 1901-03.